# Centre médical de Kettering
Le centre médical de Kettering (en anglais : Kettering Medical Center ou KMC) est un centre hospitalier adventiste à Kettering dans l’Ohio aux États-Unis. Il est l’hôpital principal du Réseau de santé de Kettering, comprenant huit centres hospitaliers. 
En 2009 et 2010, Thomson Reuters classa le réseau médical de Kettering parmi les dix meilleurs réseaux médicaux des États-Unis pour l’excellence de ses soins.

## Histoire
Durant les années 1950, une épidémie de poliomyélite se répandit aux États-Unis. Cette maladie infantile était l'une des plus redoutées au XXe siècle. Dans l'espace de trois semaines, 53 cas de paralysie infantile furent rapportés à Hinsdale, dans la banlieue de Chicago. Eugene et Virginie Kettering, des philanthropes et des résidents respectés de cette communauté, firent alors un don financier au Sanitarium d'Hinsdale (aujourd'hui l'hôpital adventiste de Hinsdale), pour la création d'un vaccin pour soigner les enfants atteints par la maladie.
Dans leurs contacts quotidiens avec l'hôpital, le couple Kettering (qui n'était pas adventiste) fut impressionné par la compétence, le dévouement et la compassion chrétienne du personnel, et découvrit la philosophie adventiste de la santé. À la mort de Charles Kettering, le père d'Eugène et un inventeur célèbre, ils décidèrent d'honorer sa mémoire en réalisant son souhait de construire un hôpital dans la ville du même nom dans l'Ohio. Leur seule exigence fut de demander à l’Église adventiste du septième jour de diriger cet hôpital. L'hôpital-mémorial Charles F. Kettering fut inauguré le 14 février 1964.
Au fil des ans, l'hôpital augmenta ses services avec l'ouverture du College des arts médicaux de Kettering (1967), de l'hôpital de Sycamore à Miamisburg (1978) et du Centre de la médecine du comportement de Kettering (1997). Ensemble, ils constituèrent le Centre médical de Kettering. En 1999, le Centre médical de Kettering s'associa avec le Centre médical de Grandview (composé lui-même de plusieurs centres hospitaliers) afin de former le Réseau médical de Kettering.   

## Services
Le Réseau de santé de Kettering possède une variété de services :
- Bariatrique, perte de poids, traitement du sein, oncologie, diabète et nutrition, épilepsie, maladies cardiovasculaires, services par l'image, médecine nucléaire, protonthérapie, ostomie, réhabilitation pulmonaire, pharmacie, centre des troubles du sommeil, médecine sportive, chirurgie, service de santé des femmes, traitement des blessures.

Le Centre médical de Kettering possède une technologie chirurgicale avancée, notamment la chirurgie robotique et la chirurgie dite « sans effusion de sang »,.

### Réseau de santé de Kettering
Il comprend huit centres hospitaliers dans la région de Dayton et de Cincinnati dans l'Ohio : 
- Centre médical de Kettering -- Kettering
  - Centre de la médecine du comportement -- Kettering
  - Centre médical de Sycamore -- Miamisburg
- Centre médical de Grandview -- Dayton
  - Centre médical de Southview -- Washington Township
  - Hôpital-mémorial Greene -- Xenia
  - Hôpital de Fort-Hamilton -- Hamilton
  - Centre de l'espoir - réhabilitation d'adolescents -- Dayton

L'ouverture du Centre médical Indu et Raj Soin à Beavercreek dans l'Ohio est prévue en 2012, s'ajoutant au Réseau de santé de Kettering,,. L'extension du Centre médical de Kettering est aussi à l'étude.

### Affiliations universitaires
Le College des arts médicaux de Kettering est le campus principal du Centre médical de Kettering, qui est aussi affilié à la Boonshoft School of Medicine de Wright State University à Fairborn dans l'Ohio. Le Cox Heart Institute, un centre de recherche de Wright State University, se trouve au nord de l'hôpital. 

### Prix d’excellence
Le Centre médical de Kettering a reçu de nombreux prix et distinctions pour l'excellence de ses services, entre autres :
- Thomson Reuters le classe parmi les 50 meilleurs hôpitaux américains pour les soins vasculaires[11].
- Prix de l'excellence clinique en 2010 et 2011[12].
- Prix de l'excellence pour la santé des femmes en 2011. Le magazine Women's Health lui attribue cinq étoiles pour la qualité de soins pour les femmes[13].
- Prix d'excellence pour la sécurité des patients en 2011[14]. Le magazine Forbes le classe parmi les hôpitaux les plus sûrs des États-Unis[15].
- Prix de l'excellence du service des urgences, des soins pulmonaires, des soins gastro-intestinaux, du traitement des congestions en 2010[16],[17],[18],[19].
- Le magazine U.S. News & World Report le classe parmi les 50 meilleurs hôpitaux américains pour l'endocrinologie, le traitement des troubles gastro-intestinaux, la neurologie et la neurochirurgie[20].